# Stephan Lewetz
Stephan Lewetz (* 1. August 1961 in Köln) ist ein deutscher Schauspieler. 

## Leben
Lewetz erhielt seine Ausbildung 1984–1987 am Zinner Studio in München. Im Anschluss war er zwei Jahre am Salzburger Landestheater engagiert. Später spielte er mit der Theatergruppe Die Company unter der Leitung von Burkhard Kosminski. Neben zahlreichen Haupt- und Nebenrollen Theaterproduktionen war er auch in Filmen zu sehen, darunter in Jenseits der Stille sowie Vier Fenster. Zu seinen Bühnenpartnern zählten unter anderem Gerti Drassl und Johann Nikolussi.
Derzeit arbeitet Lewetz als freischaffender Schauspieler und lebt in Bayern.

## Theaterproduktionen (Auswahl)
- 2007: Auf dem Land von Martin Crimp, Akademietheater München, Regie: Moritz Schönecker
- 2008: Sigfrieds Frauen von Moritz Rinke, Nibelungenfestspiele Worms, Regie: Dieter Wedel
- 2008: Stadt der Blinden von Claudia Grein nach dem Roman von Jose Saramago, Reaktorhalle München, Regie: Moritz Schönecker
- 2012: Alle sieben Wellen von Daniel Glattauer, Innsbrucker Kellertheater, Regie: Nina C. Gabriel
- 2012: Winterreise von Elfriede Jelinek, Westbahntheater, Innsbruck, Regie: Torsten Schilling
- 2014: Hotel California von Nina C. Gabriel, Ateliertheater, Wien, Regie: Nina C. Gabriel
- 2019: Butterbrot von Gabriel Barylli, Innsbrucker Kellertheater, Regie: Manfred Schild
- 2021: Passion 2:1, Premiere als YouTube-Stream, Regie: Manfred Schweigkofler